# Trollberg
Der Trollberg ist ein 143 Meter hoher Berg auf der Fildes-Halbinsel von King George Island, der größten der Südlichen Shetlandinseln.
Der kuppenförmige Berg ragt im Zentrum der Südberge auf, westlich des 135 m hohen Clement Hill;
an seinem südöstlichen Fuß entspringt der Sturmvogelbach, der durch den Petrel Lake in die Hydrographers Cove fließt.
Im Rahmen zweier deutscher Expeditionen zur Fildes-Halbinsel in den Jahren 1981/82 und 1983/84 unter der Leitung von Dietrich Barsch (1936–2018; Geographisches Institut der Universität Heidelberg) und Gerhard Stäblein (1939–1993; Geomorphologisches Laboratorium der Freien Universität Berlin) wurde der Berg nach dem Geographen Carl Troll (1899–1975) benannt und dem Wissenschaftlichen Ausschuss für Antarktisforschung (Scientific Committee on Antarctic Research, SCAR) gemeldet.